# Pałac w Strzałkowie
Pałac w Strzałkowie – wybudowany w drugiej połowie XIX w., w Strzałkowie, w  województwie łódzkim, w powiecie radomszczańskim, w gminie Radomsko.

## Opis
Pałac położony na wzniesieniu, pierwotnie był obiektem drewnianym, parterowym z dachem wielospadowym, wybudowanym w stylu staropolskim. Obecnie murowany, dwupiętrowy ze stropodachem, bezstylowy, w przyziemiu z XIX w. nad częścią piwnic stropy kolebkowe. Pod gzymsem pierwszego piętra nad głównym wejściem zachował się kartusz zawierający herb Przeginia Kryńskich. Od strony ogrodowej znajduje się kolumnada. Obiekt wielokrotnie przebudowywany (pod koniec XIX w., przed I wojną światową, w okresie międzywojennym i w latach 60. XX w.).  Obecnie zabezpieczony pustostan. Budynki podworskie (folwarczne), murowane, po II wojnie światowej stanowiły zaplecze dla szkół rolniczych. Obecnie część z nich jest zagospodarowana i zamieszkała. Pałac otoczony parkiem z XVII w., przekształcanym w XIX/XX w. z pomnikową lipą.

## Historia
W latach 1884–1902 własność Henryka Siemiradzkiego. Następnie rodziny Siemiradzkich. W 1914 zakupiony przez Stefana Kryńskiego i w jego posiadaniu do 1945. Po przejęciu przez państwo w 1945 wykorzystywany na potrzeby różnych szkół rolniczych (Gimnazjum Rolniczo-Gospodarcze Żeńskie, Szkoła Rolniczo-Mechanizacyjna, Zasadnicza Szkoła Rolnicza, Zespół Szkół Rolniczych i filia ZSR Dobryszyce, Zespół Szkół Agrobiznesu). 